# Château de la Grande-Jaille
Le château de la Grande-Jaille est un château situé sur la commune de Sammarçolles dans le département de la Vienne.

## Description architecturale
Classé comme monument historique depuis 1928, les façades et les toitures du pavillon sont uniquement inscrites comme monument historique depuis 1969, les communs sont inscrits en 2011. C'est un château de style Renaissance, avec des douves, un châtelet d'entrée à échauguettes, ces petites tourelles qui servaient à loger une sentinelle, et une porte du XVIIe siècle.

## Description historique
Le château est une construction antérieure à 1555 et connut différents travaux d'aménagement entre 1617 et 1627. Le logis, de plan trapézoïdal et flanqué de quatre tourelles d'angle, se dresse au fond d'une cour d'honneur. Un pavillon d'angle appelé ancienne chapelle est toujours visible. Le pavillon d'entrée se distingue par sa façade en pierre de taille et sa couverture en ardoise tandis que les communs sont en moellons sous couverture en tuiles plates. Ce pavillon est fermé par un portail aux menuiseries anciennes et communique avec la cour par un passage voûté d'arêtes. Cette aile sert de logement et de dépendances et a conservé l'essentiel de sa modénature. 
François Eygun avait cru reconnaître La mort d'Endymion peinte au trumeau de la cheminée de la grande salle, mais il s'agit en réalité de Procris tuée par Céphale, d'après la planche 71 d'Antonio Tempesta illustrant les Métamorphoses d'Ovide (1606), identifiée par Grégory Vouhé.